# گرهارد گوستمان
گرهارد گوستمان (آلمانی: Gerhard Gustmann؛ ۱۳ اوت ۱۹۱۰ – ۳۰ مارس ۱۹۹۲) قایقران روئینگ اهل آلمان بود.
وی در مسابقات کشوری و بین‌المللی در مجموع برندهٔ ۲ مدال طلا، ۱ مدال نقره شده‌است.